# Абрамов, Пётр Петрович
Пётр Петро́вич Абра́мов (13 [26] декабря 1915, Полтавченское — 18 сентября 2007, Ростов-на-Дону) — участник Великой Отечественной войны, командир отряда 81-го гвардейского бомбардировочного авиационного полка 1-й гвардейской бомбардировочной авиационной дивизии 6-го гвардейского бомбардировочного авиационного корпуса 2-й воздушной армии 1-го Украинского фронта. Герой Советского Союза (1948), подполковник (2000).

## Биография
Родился в селе Полтавченское Российской империи в семье крестьянина. Русский. Воспитывался бабушкой и дедушкой по линии отца.
Член ВКП(б)/КПСС с 1942 года. В 1933 году окончил в Ростове-на-Дону ФЗУ связи, а в 1937 году — Батайскую школу гражданской авиации. Работал пилотом Гражданского Воздушного Флота (ГВФ).
В Красной Армии с 1941 года. Участник Великой Отечественной войны с июля 1941 года.
Командир отряда 81-го гвардейского бомбардировочного авиационного полка (1-я гвардейская бомбардировочная авиационная дивизия, 6-й гвардейский бомбардировочный авиационный корпус, 2-я воздушная армия, 1-й Украинский фронт) гвардии капитан Пётр Абрамов особенно отличился при выполнении боевых заданий по доставке оружия, боеприпасов и продовольствия партизанам Белоруссии и Украины. Всего за годы войны отважный лётчик-гвардеец совершил 300 боевых вылетов.
После войны продолжал службу в ВВС. С августа 1946 года майор П. П. Абрамов — в запасе. В 2000 году — подполковник.
Жил в городе Ростов-на-Дону. Умер 18 сентября 2007 года. Похоронен на Северном кладбище в Ростове-на-Дону.

## Память
- В Ростове-на-Дону на доме, где жил Герой, установлена памятная доска[3].

Могила П. П. Абрамова
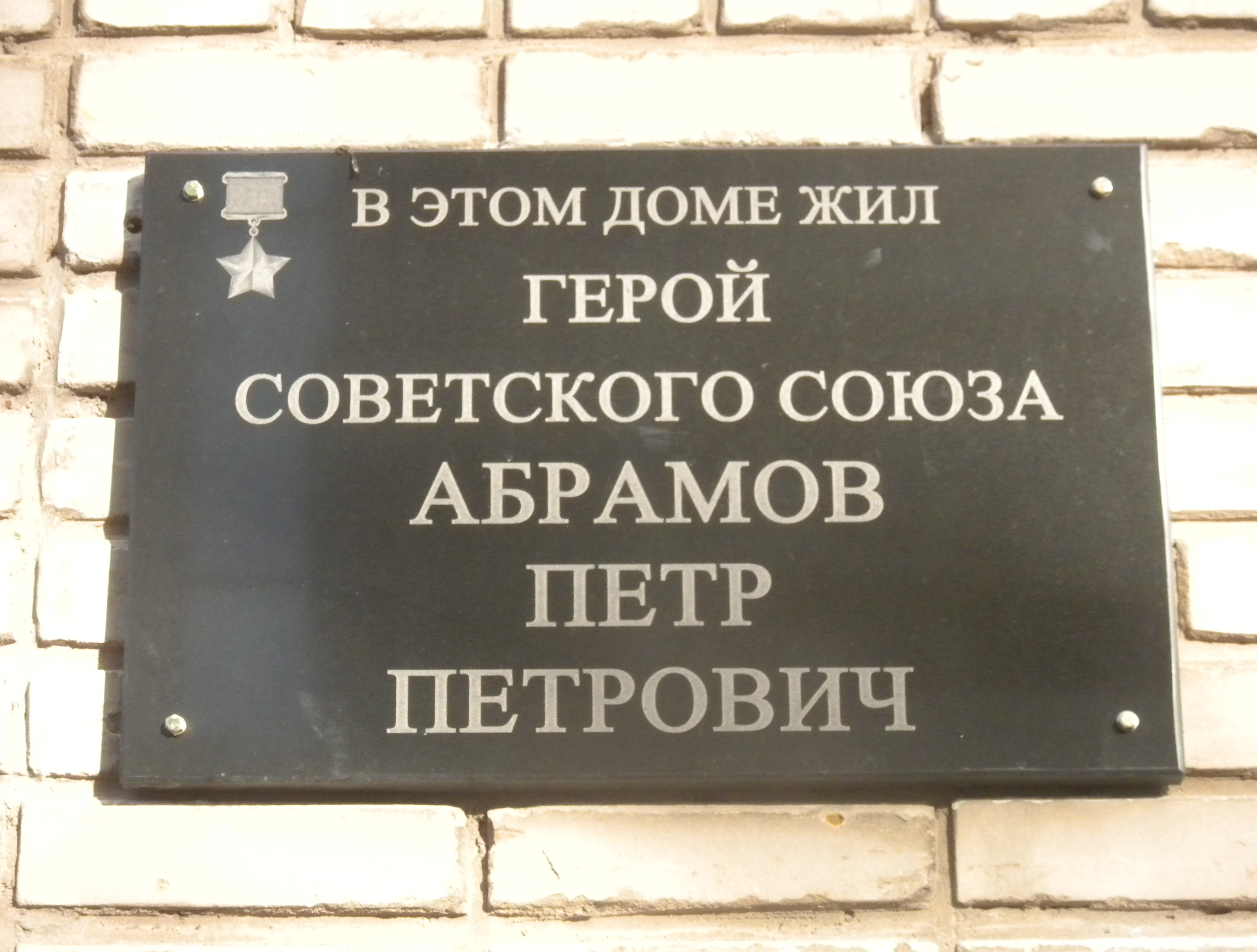
Памятная доска

## Награды
- Указом Президиума Верховного Совета СССР от 23 февраля 1948 года за образцовое выполнение боевых заданий командования на фронте борьбы с немецко-фашистскими захватчиками и проявленные при этом мужество и героизм, гвардии капитану Абрамову Петру Петровичу присвоено звание Героя Советского Союза со вручением ордена Ленина и медали «Золотая Звезда» (№ 7794).
- Орден Ленина (23.02.1948).
- Два ордена Красного Знамени (01.02.1944, 29.02.1944).
- Орден Отечественной войны I степени (11.03.1985).
- Орден Отечественной войны II степени (05.06.1943).
- Два ордена Красной Звезды (26.11.1941, 07.08.1942).
- Медали, среди которых «За оборону Ленинграда» и «Партизану Отечественной войны» 1 степени (26.12.1944).